# محمد العرجاوي
محمد العرجاوي ملاكم مغربي، ولد في 6 يونيو 1987 بالمحمدية، متخصص في صنف الفوق الثقيل (أكثر من 81 كلغ)، و هو يمارس في النادي البلدي للمحمدية.

## سيرته الرياضية
- سنة 2009 فاز العرجاوي ببرونزية أكثر من 91 كلغ في دورة الألعاب المتوسطية 2009 التي أقيمت في بسكارا الإيطالية، بعد هزيمته أمام التونسي مراد الصحراوي ب 6 مقابل 2.
- سنة 2010 فاز بالمرتبة الثانية رفقة المنتخب المغربي في كأس أفريقيا للأمم بالجزائر.
- سنة 2010 فاز بفضية بطولة أفريقيا للملاكمة بياوندي بعد هزيمته في نزال النهاية أمام الكاميروني بليز ميدوو ب 17 مقابل 4.
- سنة 2011، فاز بذهبية الألعاب العربية بالدوحة بعد فوزه في نزال النهاية على التونسي أيمن الطرابلسي ب 15 مقابل 8.

## مشاركته في الأولمبياد
2008

أقصي في دور ربع النهاية في دورة بكين بعد هزيمته أمام الأمريكي ويلدر ب تفضيل تحكيمي بعد نهاية النزال بالتعادل 10 ل 10.

2012

تأهل للمشاركة في الألعاب الأولمبية الصيفية 2012 بلندن بعد اجتيازه الدور الإقصائي الأفريقي الذي أجري في الدارالبيضاء بالمغرب.

النتائج:
| محمد العرجاوي | وزن أكثر من 91 كلغ. | — | يبمو مندوو الكاميرون · فاز 15-6 | كاماريلي إيطاليا · خسر 12-11 | أقصي في ربع النهائي | أقصي في ربع النهائي | أقصي في ربع النهائي | أقصي في ربع النهائي | أقصي في ربع النهائي |

## روابط خارجية
- محمد العرجاوي على موقع اللجنة الأولمبية الدولية (الإنجليزية)
- محمد العرجاوي على موقع أوليمبيديا (الإنجليزية)